# Remmius vultuosus
Espèce
Remmius vultuosus est une espèce d'araignées aranéomorphes de la famille des Sparassidae.

## Distribution
Cette espèce se rencontre au Cameroun et au Congo-Kinshasa.

## Description
La femelle holotype mesure 20 mm.

## Publication originale
- Simon, 1897 : Études arachnologiques. 27e Mémoire. XLII. Descriptions d'espèces nouvelles de l'ordre des Araneae. Annales de la Société entomologique de France, vol. 65, p. 465-510 (texte intégral).